# Why Nations Fail
Why Nations Fail: The Origins of Power, Prosperity, and Poverty (en français : « Prospérité, puissance et pauvreté : Pourquoi certains pays réussissent mieux que d'autres ») est un livre écrit par l'économiste américano-turc Daron Acemoğlu du Massachusetts Institute of Technology et le politologue James A. Robinson de l'université Harvard qui est paru en 2012.
Le livre utilise les constats de l'institutionnalisme, de l'économie du développement et l'histoire économique pour expliquer pourquoi les pays ont connu des développements différents au cours de l'histoire, certains accédant à la prospérité tandis que d'autres sont restés dans la pauvreté.

## Thèse
La thèse des auteurs est que les pays riches sont ceux qui partagent le pouvoir économique et politique dans des institutions pluralistes favorisant la concurrence.
Les auteurs créent une taxonomie des institutions :
- Institutions économiques extractives : absence de droits de propriété et d'ordre public. Barrières à l'entrée et régulations qui empêchent le fonctionnement du marché libre.
- Institutions politiques extractives : à la limite de l'absolutisme : pouvoir politique concentré par une oligarchie, sans État de droit ni séparation des pouvoirs.
- Institutions économiques inclusives : défense de la propriété privée, des contrats et de la sûreté. Soutien de l'État aux marchés par la création de services publics et le respect de la libre concurrence. Accès de l'éducation au plus grand nombre.
- Institutions politiques inclusives : État de droit et pluralisme dans la participation aux institutions politiques.

Selon cette taxonomie, seul un cadre institutionnel politique et économique inclusif permet une croissance soutenue sur le long terme.